# Vemdalsskalet
Vemdalsskalet är en vintersportort i Vemdalens socken i Härjedalens kommun. Orten består av det klassiska Högfjällshotellet och två större områden med stugor och lägenhetshotell. Fram till 1960-talet var turismen fokuserad på friskveckor, jakt och fiske. Därefter har utförsåkningen dominerat, och Vemdalsskalets skidanläggning tillsammans med Björnrike och Klövsjö-Storhogna bildar Destination Vemdalen som sedan millennieskiftet ägs och drivs av Skistar.

## Historia och utveckling
Paret Karin och Nils Lindgren flyttade Risegården till Skalet. När huset väl var på plats föddes tanken på ett fjällpensionat för sport och rekreation. Påsken 1936 invigdes Högfjällspensionatet med sina elva rum. Året därpå inköptes ytterligare ett rivningshotat hus i Vemdalen, Backengården. Andra privatpersoner började bygga egna stugor i området. 

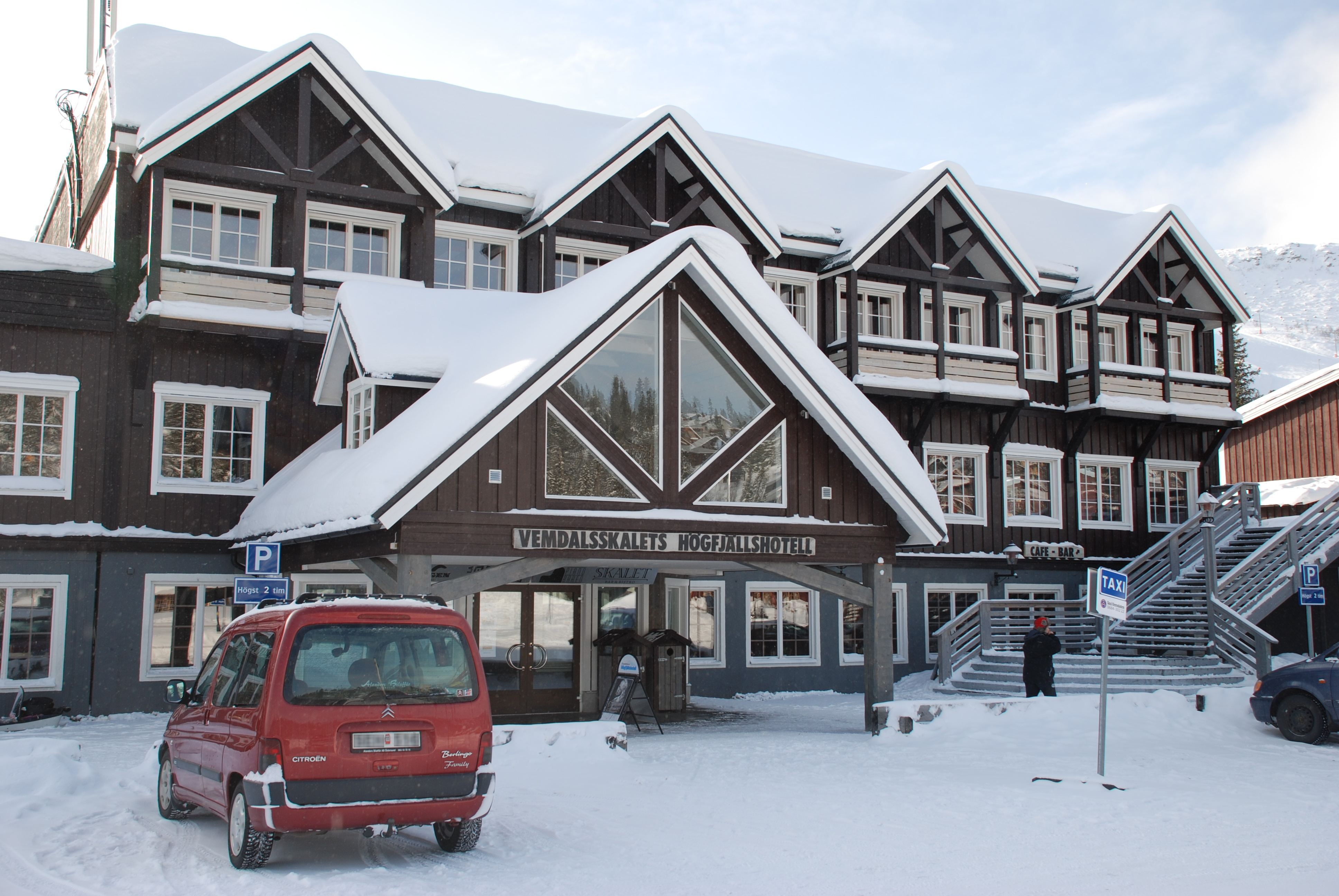
Vemdalsskalets högfjällshotell (2010).

Utförsåkningen i bygden började ta fart 1938 i samband med att första skidbacken, Hovdebacken, anlades under ledning av den legendariske utförspionjären Olle Rimfors. 1960 byggdes Hovdestugan och den första liften, enstolsliften Hovdebanan, och samma år arrangerade Skalet Alpina SM i störtlopp och storslalom för första gången.
Till vintern 1961/1962 stod den första liften vid Vargens Fjällanläggning (på Varggranshogna, berget närmast öster om Vemdalsskalet) klar; en 1 274 meter lång ankarlift som sades var Europas längsta den vintern. Sedermera fick Vargen ytterligare två släpliftar. Anläggningen finns kvar än idag (endast med Vargliften), men har aldrig tillhört det område som idag drivs av Skistar. 
År 1970 invigdes de första backarna och första liften (ankarliften Skalsliften) på Skalsfjället, och Svenska Fjäll AB bildades av Vemdalsskalet, Storhogna och Björnrike. 1980 användes snökanoner för första gången i Vemdalsskalet, och därefter kom skidanläggningen att successivt byggas ut. 1987 ersattes den historiska Hovdebanan med en fyrstolslift.
År 2005 försågs anläggningen med destination Vemdalens första expresslift (kopplingsbar stollift) i form av sexstolsliften Pass Express, med fyra nya nedfarter, som ersatte Skalsliften och således moderniserade området. 2011 byggdes sexstolsliften Skalet Express (ersatte ankarliften Sörliften, som byggdes först 1967 och byggdes om 1995), som effektiviserade barnområdet på Hovdefjället och är specialkonstruerad till ökad komfort för barn.

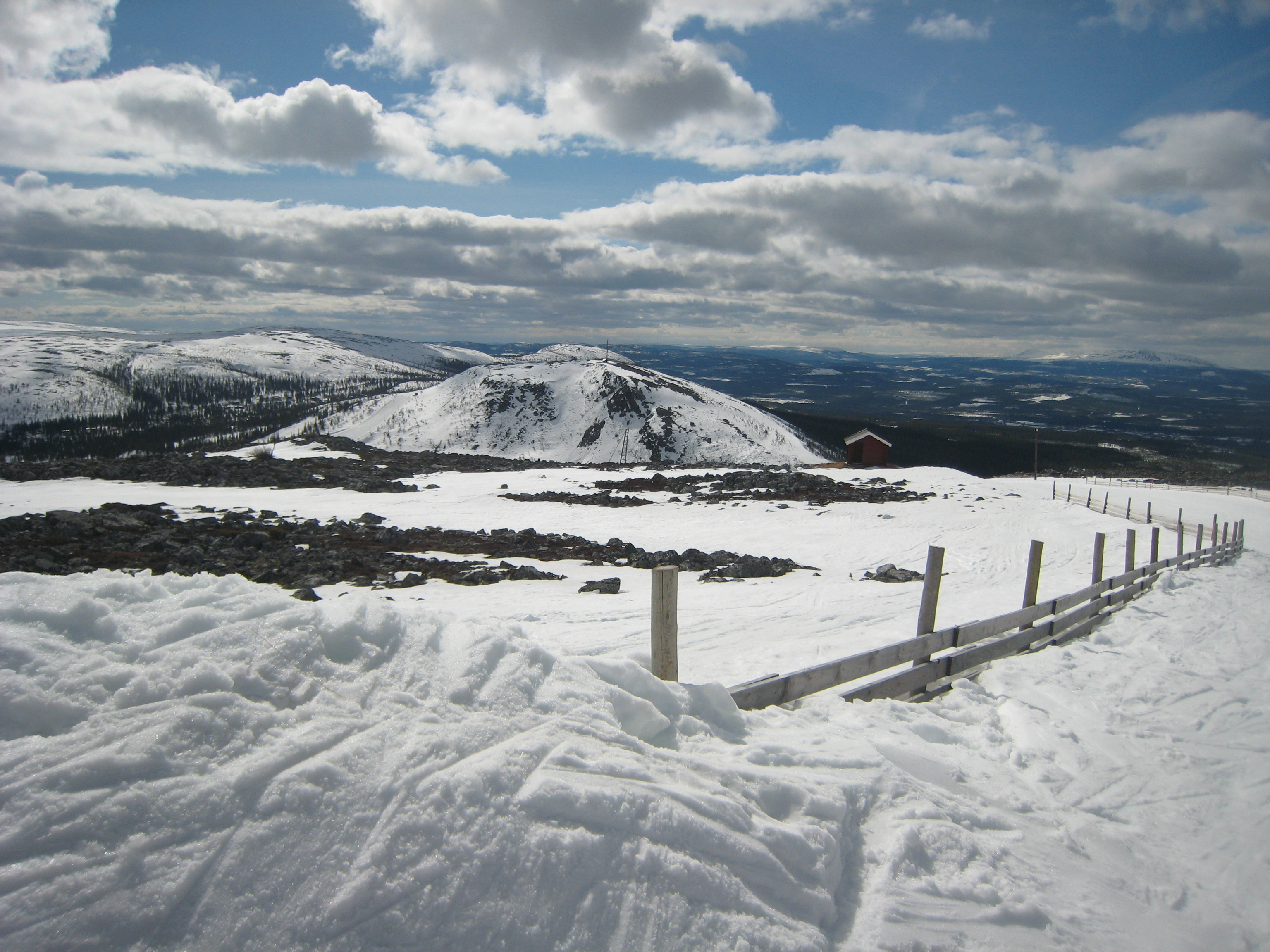
Vemdalsskalet 2009

År 2014 byggdes en sexstols expresslift med huvar, och tre nya backar, för totalt 63 miljoner kronor (varav 45 miljoner för liften) med Skistar enbart som delägare. Liften – Väst Express – invigdes den 26 december, och liksom Grizzly Express i Björnrike kan den köras i en drifthastighet upp till 6 m/s vilket gör Väst Express till en av världens snabbaste huvliftar. Västliften blev kvar, parallellt, i ungefär halverad sträckning. 2015 ersattes Hovdebanan med Hovde Express, ytterligare en sexstols expresslift (som trots standardkonstruktion försetts med stolgarage).